# Protoclepsydrops
Protoclepsydrops es un género de amnioto basal, del cual sus restos parecen indicar que estaba relacionado más estrechamente a los sinápsidos que a los saurópsidos, convirtiéndose en un miembro de los sinápsidos. Si es el caso, se trata del sinápsido más antiguo que se conoce, no obstante su estatus no está confirmado debido a que sus restos eran fragmentarios. Protoclepsydrops es ligeramente más antiguo que Archaeothyris. Al igual que Archaeothyris, Protoclepsydrops se asemejaba a los lagartos modernos. Sin embargo, Protoclepsydrops todavía poseía unas vértebras primitivas con pequeños procesos neurales, típico de los amniotos basales. 
Posiblemente se trataba de un piscívoro semiacuático. Medía hasta cuatro metros de largo, con un cuerpo largo y esbelto, mandíbula aplanada, aproximadamente cuarenta dientes pequeños.